# Alexandra Geese

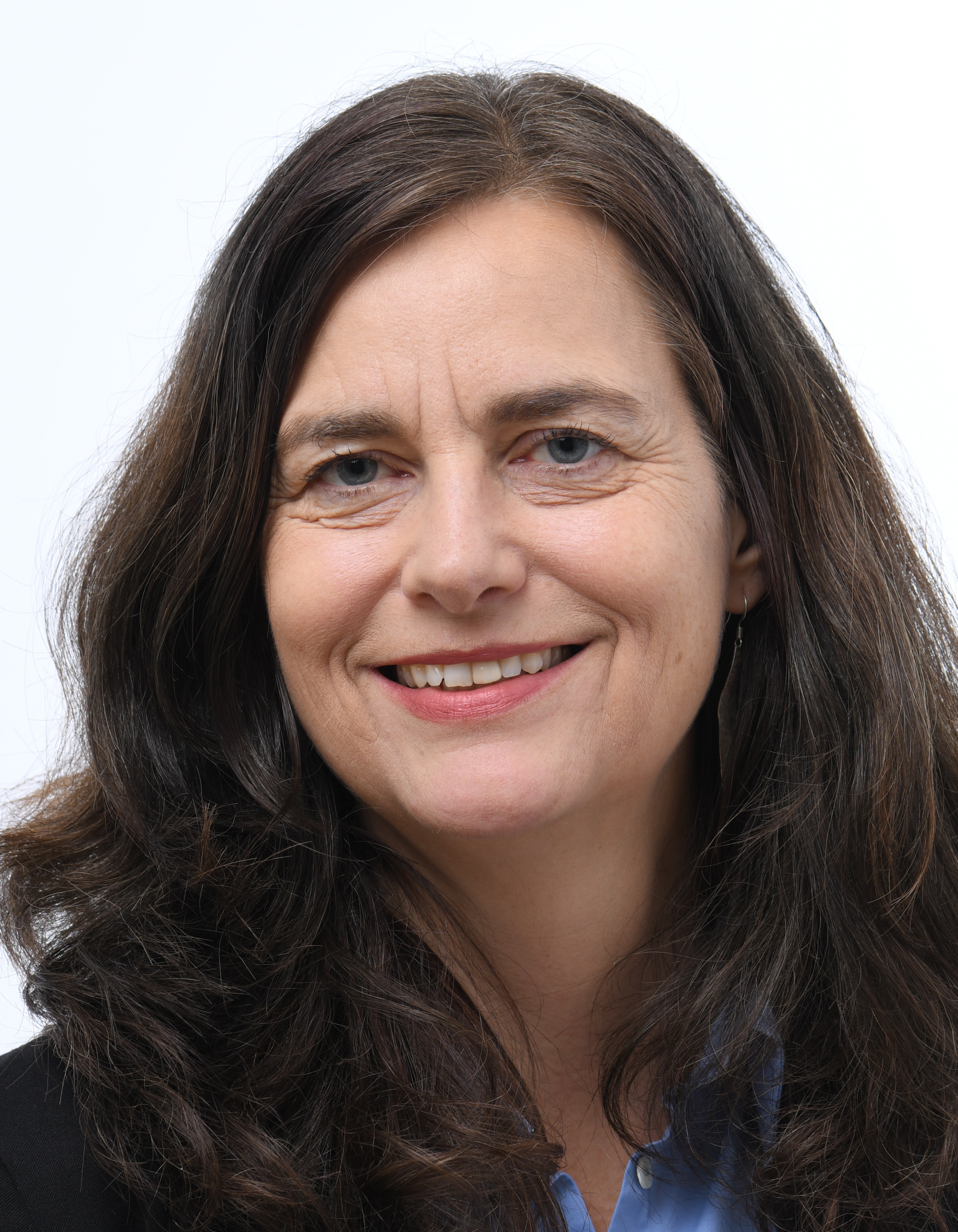
Alexandra Geese (2024)

Alexandra Geese (* 1. Juli 1968 in Lippstadt) ist eine deutsche Politikerin (Bündnis 90/Die Grünen). Seit 2019 ist sie Mitglied des Europäischen Parlaments und seit 2022 stellvertretende Vorsitzende der Fraktion Die Grünen/EFA.

## Leben
Alexandra Geese wuchs in Bonn auf. Nach ihrer Schulausbildung am Helmholtz-Gymnasium sowie am Friedrich-Ebert-Gymnasium zog Geese 1987 nach Italien. Dort absolvierte sie eine Fachakademie zur Konferenzdolmetscherin. Anschließend studierte sie berufsbegleitend Cultural Studies and Human Rights (Bachelor-Abschluss) an der Universität Bologna und Sozialwissenschaften mit Schwerpunkt Migrationswissenschaften (Master-Abschluss) an der Universität Venedig. Sie engagierte sich für Initiativen zur Kinderbetreuung, für die Rechte von Frauen und Migranten. Nach ihrer Rückkehr nach Deutschland 2009 erwarb sie an der Fachhochschule Köln einen zusätzlichen Masterabschluss im Fach Konferenzdolmetschen. Ab 2015 arbeitete sie als Dolmetscherin für das Europäische Parlament.
Geese lebt in Bonn und Brüssel und hat zwei erwachsene Töchter.

## Politik
2010 trat sie der Partei Bündnis 90/Die Grünen bei und gehörte von 2011 bis 2015 dem Vorstand des Kreisverbands Bonn an. Von 2014 bis 2015 war sie Sprecherin des Kreisverbands. In ihrer politischen Arbeit setzt sie sich für den Schutz der Demokratie vor Hass und Desinformation im Internet ein, für eine menschenzentrierte Künstliche Intelligenz, für eine nachhaltige Digitalisierung und für Geschlechtergerechtigkeit ein. Geese ist Mitglied im Diversitätsrat der Grünen NRW, Delegierte für den Bundesfrauenrat und die Bundesarbeitsgemeinschaft Frauen sowie die Bundesarbeitsgemeinschaft Digitales und Medien von Bündnis 90/Die Grünen.

### Europaparlament
Bei der Europawahl in Deutschland 2019 wurde Geese über Platz 17 der Europaliste von Bündnis 90/Die Grünen zum Mitglied des Europäischen Parlaments gewählt. Sie trat der Fraktion die Grünen/EFA bei, für die sie Mitglied im Haushaltsausschuss sowie im Ausschuss für Binnenmarkt und Verbraucherschutz ist. Im November 2022 wurde sie zur stellvertretenden Fraktionsvorsitzenden von die Grünen/EFA gewählt. Bei der Europawahl 2024 wurde sie auf Listenplatz 11 erneut ins Europäische Parlament gewählt.

### Verhandlungen zum „Digital Service Act“
Seit ihrem Amtsantritt als Mitglied des Europäischen Parlaments verhandelte Geese als Schattenberichterstatterin den Digital Service Act. Er gilt als fortschrittlichstes Internetgesetz der Welt und wird ab Februar 2024 in den Mitgliedsstaaten anwendbar. Das Gesetz schreibt klare Regeln für den Umgang mit illegalen Inhalten vor, gibt Nutzern umfassende Rechte, schränkt Online-Werbung unter Verwendung sensibler Daten ein, öffnet Wissenschaftlern den Zugang zu den Daten der Plattformen und verpflichtet sehr große Digitalplattformen (VLOPS), ihre Arbeit und Algorithmen auf Risiken für die Gesellschaft zu bewerten und von der Europäischen Kommission und von unabhängigen Audit-Unternehmen prüfen zu lassen.

### Haltung und Positionierung
Geese tritt für den Schutz der Demokratie im digitalen Zeitalter ein. Dazu gehören der Kampf gegen Hass, Hetze und Desinformation im Internet. Sie steht in engem Austausch mit führenden Intellektuellen und Aktivisten. Geese hat unter anderem Facebook-Whistleblowerin Frances Haugen zur Anhörung ins Europäische Parlament geholt und war beteiligt am „10-Punkte-Plan zur Bewältigung unserer Informationskrise“ der Friedensnobelpreisträgerin Maria Ressa.

### Mitgliedschaften
Alexandra Geese ist Mitglied der überparteilichen Europa-Union Deutschland, die sich für ein föderales Europa und den europäischen Einigungsprozess einsetzt.